# Wilhelm Schechs von Pleinfeld

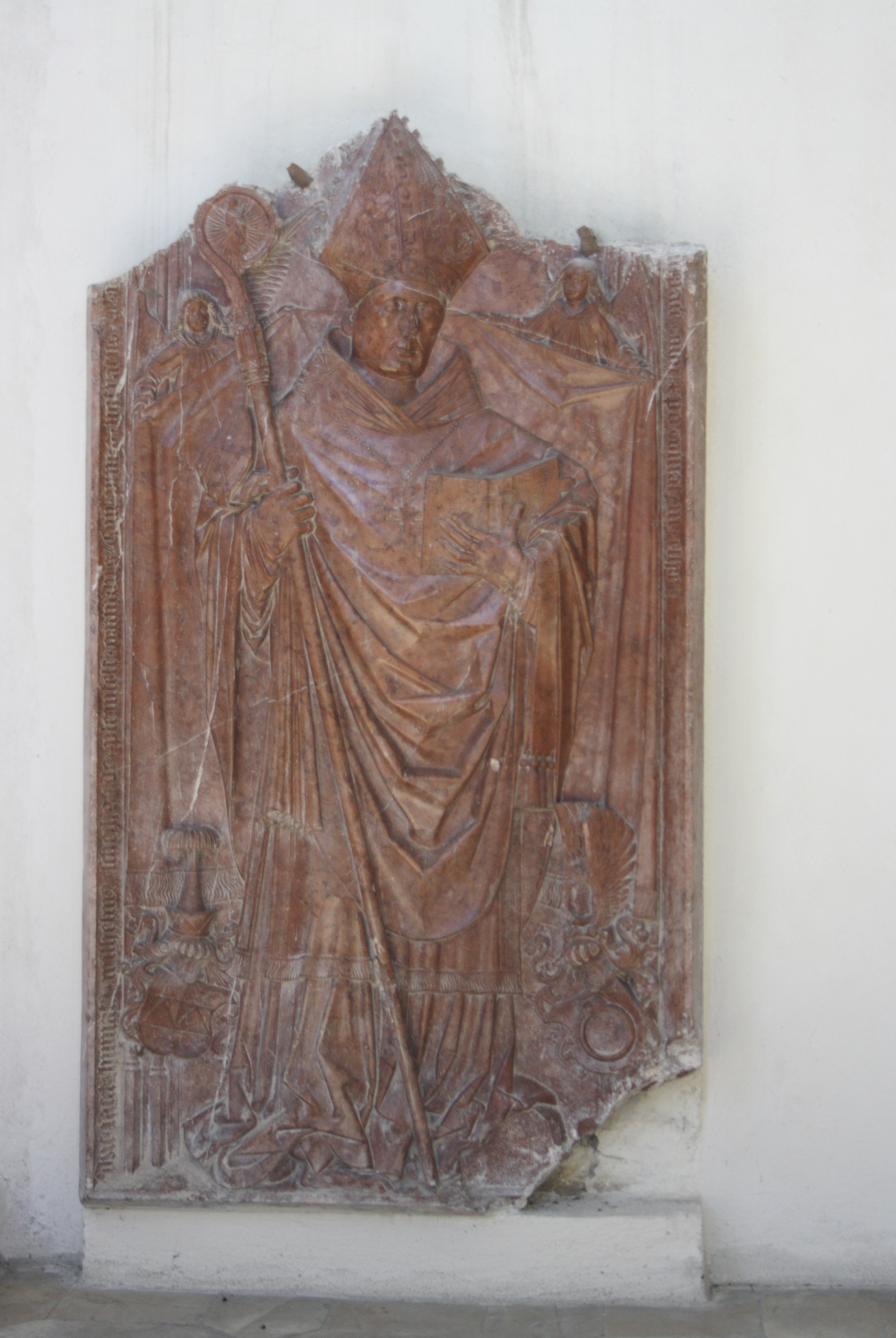
Epitaph für Wilhelm Schechs von Pleinfeld in der ehemaligen Benediktinerklosterkirche St. Maria in Auhausen

Wilhelm Schechs von Pleinfeld († 1499) war von 1481 bis zu seinem Tod Abt des Klosters Auhausen. 

## Leben
Über das Leben des Wilhelm Schechs von Pleinfeld ist wenig bekannt. Möglicher Herkunftsort ist Pleinfeld. In der heutigen evangelischen Pfarrkirche, der ehemaligen Benediktinerklosterkirche St. Maria in Auhausen, befindet sich ein Epitaph für ihn. Als Relief wird der Verstorbene in Amtstracht überlebensgroß mit Krummstab dargestellt. Seitlich befinden sich die Familienwappen. Die Rotmarmorplatte weist Beschädigungen auf.